# ال عال
اِل عال (به عبری: אל על به‌معنای به‌سوی آسمان‌ها) (به انگلیسی: El Al) شرکت هواپیمایی حامل پرچم اسرائیل است. دفتر مرکزی این شرکت در شهر تل‌آویو قرار دارد. شرکت هواپیمایی ال عال در سال ۱۹۴۸ میلادی تأسیس شد.

## تاریخچه

### پیدایش

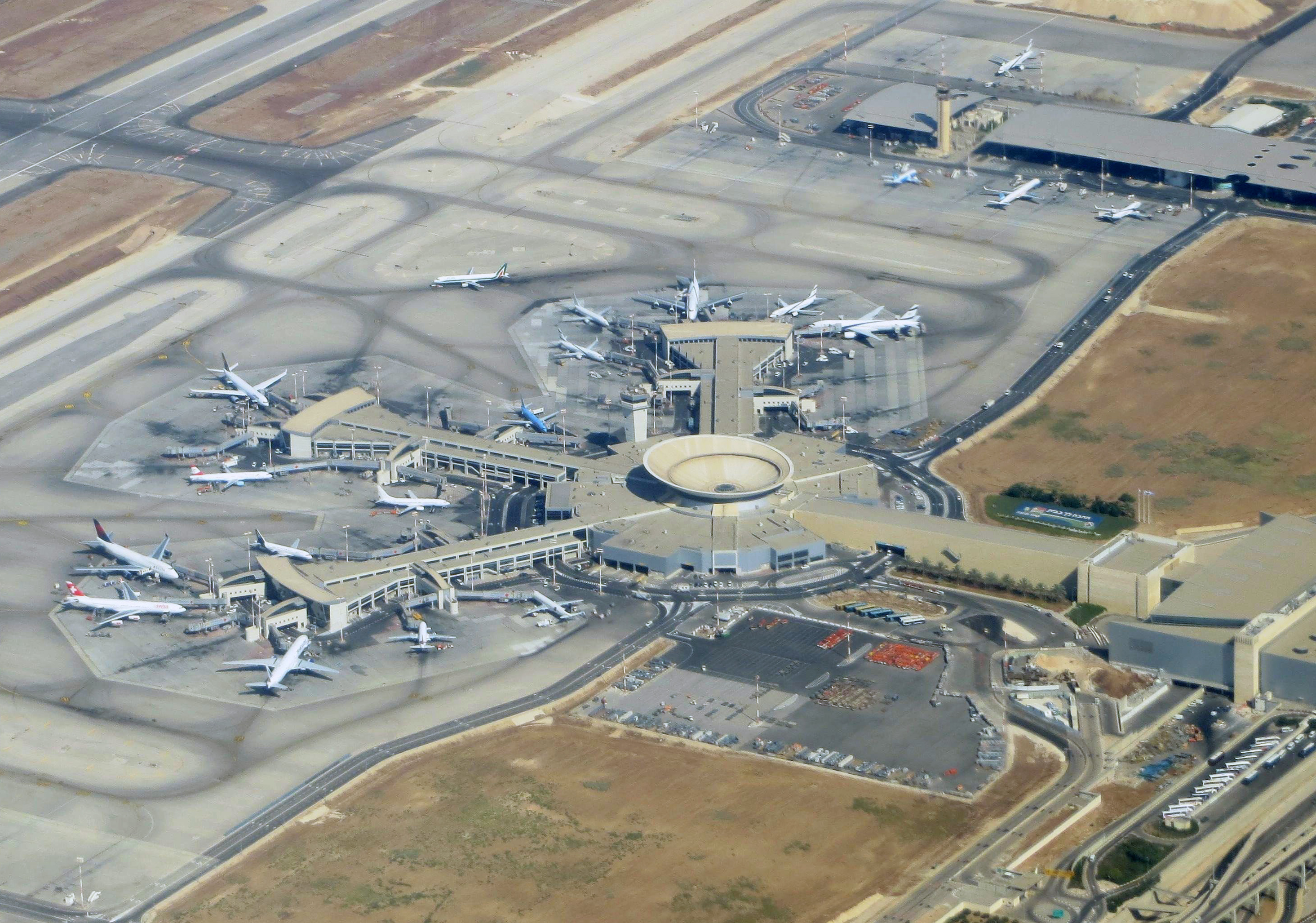
فرودگاه بین‌المللی بن گوریون، بزرگ‌ترین فرودگاه بین‌المللی در اسرائیل و آشیانه اصلی شرکت هواپیمایی ال عال

در پی صدور منشور استقلال اسرائیل در سال ۱۹۴۸ و تشکیل کشور اسرائیل، قراردادی میان صهیونیست‌ها و یهودیان ارتدوکس، به امضا رسید که از نظر داوید بن گوریون، بنیانگذار کشور اسرائیل، اهمیتی بی‌اندازه داشت. از آنجا که مذهبیون یهودی ایجاد هرگونه کشور یهودی را خلاف اراده یهوه و نقض آموزه‌هایشان در مورد ظهور منجی می‌دانستند با دریافت امتیازات عمده‌ای که دریافت کردند حاضر شدند موجودیت کشور اسرائیل را بپذیرند و درصدد نفی و نهی آن برنیایند. یکی از امتیازات داده شده به یهودیان مذهبی، عدم پرواز شرکت هوایی ال عال در ایام شبات بود.
این اقدام که تنها برای رضایت و خشنودی یهودیان حریدی انجام می‌شود، سالانه نزدیک به ۸۰ میلیون دلار ضرر، به ال عال وارد می‌کند.

### دهه ۱۹۷۰

#### رشد
ال عال نخستین بوئینگ ۷۴۷ ناوگان هوایی خود را در سال ۱۹۷۱خریداری کرد. برخی از نشریات اسرائیلی در آن‌زمان با توجه به مخارج بالای بوئینگ ۷۴۷ و خطر حمله‌های تروریستی، از تصمیم شرکت هواپیمایی ال عال استقبال نکردند. اما برخلاف انتظارات، اضافه شدن هواپیمای پیشرفته بوئینگ ۷۴۷ مورد استقبال مسافران اسرائیلی قرار گرفت و فروش شرکت را به شدت بالا برد. دو سال بعد، ال عال دومین هواپیمای بوئینگ ۷۴۷ خود را خریداری کرد و به وسیلهٔ آن، خط پروازی تل‌آویو-نیویورک را راه‌اندازی کرد.

#### درگیری مذهبی

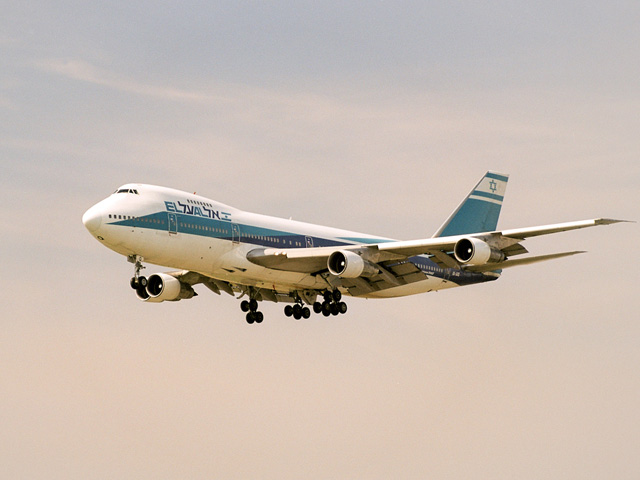
یک فروند بوئینگ ۷۴۷ شرکت هواپیمایی ال عال

در میانه دهه ۱۹۷۰، ال عال تغییراتی را در برنامه پروازی خود انجام داد که باعث جنجال زیادی در جامعه اسرائیل شد. بر این مبنا که ال عال پروازهای طولانی‌مدت خود را در ایام شبات از فرودگاه‌های کشورهای مبدأ آغاز می‌کرد و طبق برنامه زمان‌بندی شده، هواپیماها پس از پایان شبات در اسرائیل، به زمین می‌نشستند. اما از این جهت که تقدس روز شبات یک رکن اساسی در دین یهودیت به‌شمار می‌رود و از آنجا که انجام کار در ایام ساعات شبات حرام است، یهودیان حریدی، دولت اسرائیل را به عهدشکنی متهم کردند و خواستار منع هرگونه پرواز شرکت هوایی ال عال در طول ساعات شبات در تمامی نقاط جهان شدند. نهایتاً مسئولان وقت شرکت ال عال برای جلب نظر یهودیان حریدی، از تصمیم خود بازگشتند و رسماً اعلام کردند که ال عال در ایام ساعات شبات، هواپیماهای خود را به پرواز در نخواهد آورد.

### دهه ۱۹۸۰

#### ادامه درگیری مذهبی
در سال ۱۹۸۱، مناخم بگین، نخست‌وزیر اسرائیل جهت اطمینان یهودیان ارتدوکس، رسماً خاطرنشان کرد که دولت اسرائیل به پیمان‌هایش پایبند است و به آن‌ها عمل می‌کند. سکولارهای اسرائیل در واکنش تهدید به تحریم هواپیمایی ال عال کردند. در اوت ۱۹۸۲، کارکنان ال عال در حرکتی اعتراضی به منع پرواز در ایام شبات، از ورود یهودیان حریدی به فرودگاه بین‌المللی بن گوریون جلوگیری کردند.

#### برقراری پرواز به مصر
در راستای توافق صلح میان مصر و اسرائیل، هواپیمای ال عال در مارس سال ۱۹۸۰آغاز به ایجاد پروازهای ثابت از فرودگاه بین‌المللی بن گوریون به فرودگاه بین‌المللی قاهره کرد.

#### بحران
در سال ۱۹۸۳ ال عال با بحران‌های داخلی و خارجی دست به گریبان بود. حمله‌های پی در پی تروریستی از یک سو و به‌خصوص اعتصاب کارکنان شرکت باعث شد تا در تاریخ ۱۲ سپتامبر ۱۹۸۳، دولت اسرائیل دستور به متوقف کردن تمامی پروازهای ال عال به مدت چهار ماه بدهد. این شرکت در پایان سال ۱۹۸۳ با ضرر ۱۲۳ میلیون دلاری مواجه شد.

#### برقراری پرواز به لس‌آنجلس
در سال ۱۹۸۸، هواپیمایی ال عال، پروزهای مستقیم خود را از فرودگاه بین‌المللی بن گوریون در تل‌آویو به فرودگاه بین‌المللی لس‌آنجلس آغاز کرد. مدت زمان پرواز، ۱۳ ساعت و ۴۱ دقیقه برآورد شد.

### دهه ۱۹۹۰

یهودیان اتیوپیایی (فلاشا) در حال سوار شدن بر بوئینگ ۷۴۷ باربری ال عال (بخشی از عملیات سلیمان)

در تاریخ ۱ ژانویه ۱۹۹۰، هواپیمایی ال عال پروازهای ثابت خود را به مسکو، پایتخت اتحاد جماهیر سوسیالیستی شوروی آغاز کرد.
در ژانویه ۱۹۹۰، خطوط هوایی آمریکا شمالی شروع به ارائه خدمات فیدر به ال عال در ایالات متحده آمریکا کرد.
در سال ۱۹۹۱، دولت اتیوپی که با قوم تیگرای-تیگرینیا و کشور اریتره در جنگ بود، دچار شکست‌های استراتژیک مهمی شد و اتیوپی در خطر سقوط قرار گرفت. دولت اسرائیل به شدت برای وضعیت جانی یهودیان اتیوپیایی (فلاشا) نگران بود. نهایتاً در تاریخ ۲۴ مه ۱۹۹۱، نیروهای دفاعی اسرائیل در عملیات موسوم به سلیمان، اقدام به تصرف ۳۶ ساعته فرودگاه بین‌المللی بوول در آدیس آبابا کرده و با کمک ۳۴ هواپیمای ال عال، ۱۴٬۳۲۵ یهودی اتیوپیایی را از اتیوپی به اسرائیل منتقل کردند.
در تاریخ ۲۷ آوریل ۱۹۹۴، ال عال نخستین بوئینگ ۷۴۷–۴۰۰ خود را تحویل گرفت و خط هوایی به خاور دور را افتتاح کرد.
در تاریخ 4 اکتبر 1992 پرواز ۱۸۶۲ ال عال از آمستردام هلند به تل آویو اسرائیل پرواز می کرد یک فروند هواپیمای بوئینگ ۷۴۷ از این شرکت به دلیل نقص و ترک در شاه تیر موتور شماره ۳ شد و باعث جدا شدن و اصابت کردن به موتور شماره ۴ شد هنگامی که خلبانان تصمیم گرفتند که فرود بیایند و همچنان هنگام نزدیک شدن به باند فلپ ها را باز کردند ولی به دلیل آسیب دیدن به فلپ های بال راست نمی تواند نیروی بالابرنده تولید کند و شیرجه می زند  و به مجتمع مسکونی در آمستردام هلند برخورد کرد که ۴۳ تن کشته و ۲۶ تن زخمی داشت.
آتش سوزی به‌طور غیر معمولی ادامه داشت  .و بعدها مردم آن منطقه دچار عوارض پوستی و برآمدگی در مچ پا و اختلال در خواب شدند که خود بیانگر این است که این هواپیما حامل مقادیری از مواد شیمیایی بوده که به مقصد اسرائیل حمل میشده‌است.
در سال ۱۹۹۵، با امضا قراردادی با امریکن ایرلاینز، حاضر به اشتراک شماره پرواز شد.
در ژوئن ۱۹۹۶، نخستین پرواز مستقیم ال عال از فرودگاه بین‌المللی بن گوریون به فرودگاه بین‌المللی ملکه علیا در امان انجام شد.
در سال ۱۹۹۷، ال عال یک بخش جداگانه، ویژه محموله‌های هوایی را گشود.
در مارس ۲۰۰۰، نخستین بوئینگ ۷۷۷ به ناوگان هواپیمایی این شرکت افزوده شد.

### دهه ۲۰۰۰

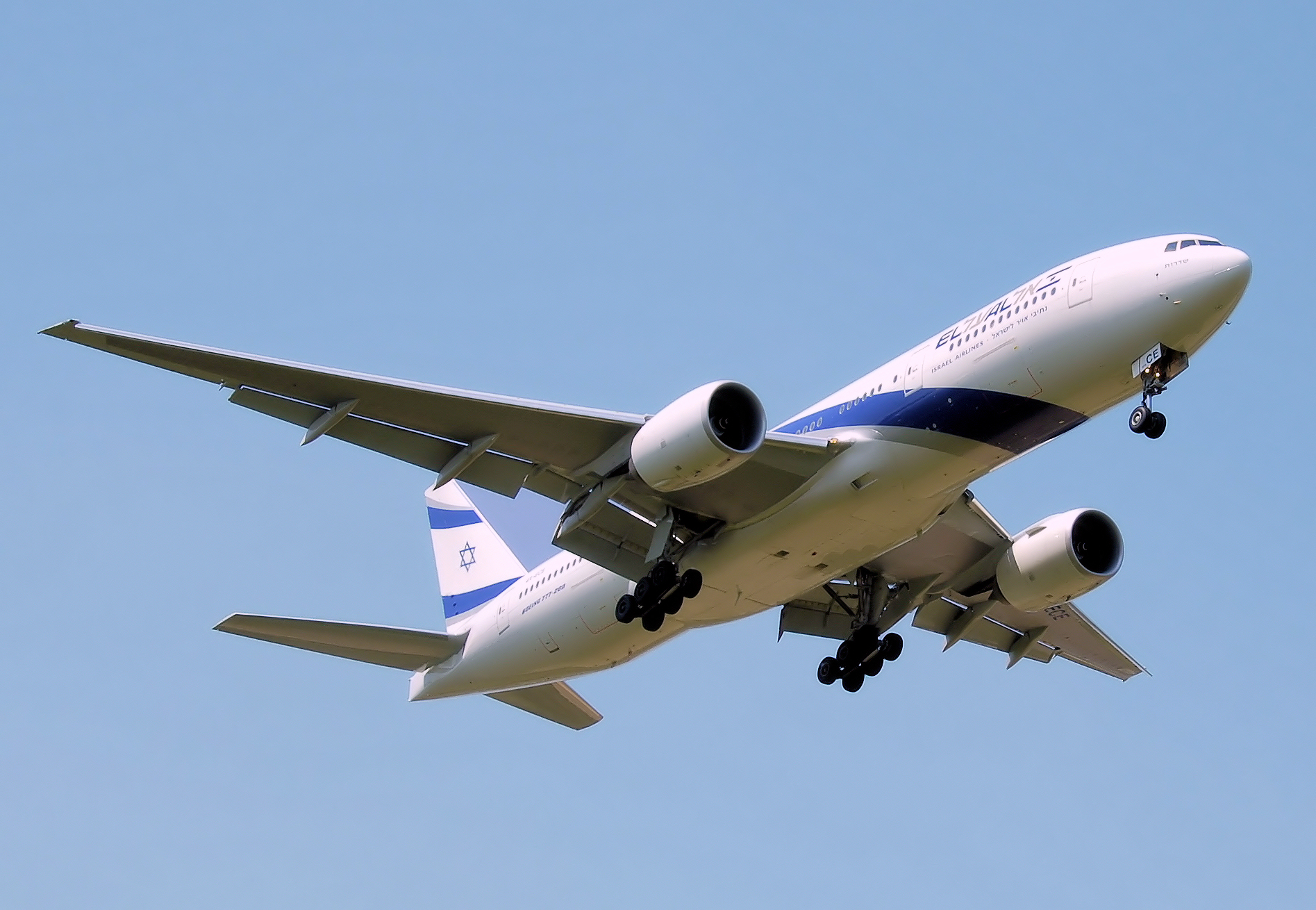
یک فروند بوئینگ ۷۷۷ ال عال

در سال ۲۰۰۳، دولت اسرائیل تصمیم گرفت تا بخش عمده‌ای از بنگاه‌های بزرگ صنعتی، تولیدی و خدماتی را به بخش غیردولتی و خصوصی واگذار کند. از این روی، در تاریخ ژوئن ۲۰۰۳، سهام شرکت ال عال براینخستین بار در بازار بورس تل‌آویو به فروش گذاشته شد. نهایتاً در تاریخ ژوئن ۲۰۰۴، دولت اسرائیل با واگذاری پنجاه و یک درصد از سهام، کنترل هواپیمایی ال عال را از دست داد.
در سال ۲۰۰۵، ۳٫۵ میلیون نفر با شرکت هوایی ال عال مسافرت کرده بودند. این در حالی است که در سال ۲۰۰۴ این رقم، ۳٫۲ میلیون و در سال ۲۰۰۳ این رقم، ۲٫۸ میلیون نفر بود.
در سال ۲۰۰۶، شرکت هواپیمایی ال عال اعلام کرد که به نسبت سال قبل، ۴۴٫۶ میلیون دلار کمتر درآمد داشته و در کل ۱ میلیارد و ۶۶۵ میلیون دلار، درآمد کسب کرده‌است.
در سال ۲۰۰۷ شرکت هواپیمایی ال عال با چهار شکایت حقوقی روبرو شد که دو مورد از آن در دادگاه‌های ناحیه ایالات متحده آمریکا شد. ال عال سالیانه مبلغی بیش از یکصد میلیون دلار آمریکا را برای مطابقت با دستورهای ایمنی و امنیتی شاباک هزینه می‌کند. در این سال، سالن استراحت اختصاصی خود را در فرودگاه شارل دوگل پاریس افتتاح کرد. با فاصله کوتاهی، سالن‌های استراحت اختصاصی شرکت هواپیمایی ال عال در فرودگاه هیترو لندن و فرودگاه جان اف. کندی نیویورک نیز افتتاح شدند. همچنین ۲ فروند بوئینگ ۷۷۷–۲۰۰ اس بسیار پیشرفته را برای تقویت ناوگان هوایی خود، به مبلغ ۱ میلیارد شکل جدید اسرائیل (۳۵۰ میلیون دلار آمریکا) خریداری کرد. دو فروند بوئینگ خریداری شده به نام شهرهای سدروت و کریات‌شمونا نام‌گذاری شدند.
در تاریخ ۱۶ دسامبر ۲۰۰۸، هواپیمایی ال عال از برنامه‌اش برای آغاز پروازهای مستقیم از فرودگاه بین‌المللی بن گوریون به فرودگاه بین‌المللی سائو پائولو گوارولوس در کشور برزیل خبر داد. مدت زمان پرواز تل‌آویو به سائوپائولو، ۱۴٫۵ ساعت اعلام شد.

## آمار
بر پایه آمار منتشر شده در سال ۲۰۱۲، شرکت ال عال دارای ۶٬۰۵۶ کارمند و ناوگان هوایی با بیش از ۴۳ فروند هواپیما است. درآمد این شرکت در این سال ۲/۴ میلیارد دلار بوده‌است.
آموزش‌های ایمنی پرواز این شرکت به زبان‌های عبری، عربی و انگلیسی ارائه می‌شوند.
۶۰ درصد مسافران شرکت هوایی ال عال را شهروندان اسرائیل تشکیل می‌دهند.

## مقاصد

مقاصد ال عال

ال عال به مقاصدی در پنج قاره پرواز دارد و شبکه اروپایی آن بسیار توسعه یافته بوده و به شهرهای مهمی در روسیه، منطقه بالتیک و کشورهای مستقل همسود نیز خدمات رسانی می‌کند.

## سالن استراحت شاه داوود
«سالن استراحت شاه داوید» (به انگلیسی: King David Lounge) نام سالن استراحت اختصاصی شرکت هواپیمایی ال عال است که برای مسافران با بلیط «کلاس تجارتی» یا «کلاس درجه یک» تعبیه شده‌است.
در حال حاضر پنج سالن استراحت اختصاصی شرکت هواپیمایی ال عال در ترمینال‌های فرودگاه بن گوریون تل‌آویو، فرودگاه بین‌المللی جان اف کندی نیویورک، فرودگاه هیترو لندن، فرودگاه شارل دوگل پاریس و فرودگاه بین‌المللی لس‌آنجلس به پذیرایی از مسافران «کلاس تجارتی» یا «کلاس درجه یک» پروازهای ال عال اشتغال دارند.
تمامی سالن‌های استراحت شاه داوید در فرودگاه‌های یاد شده، انواع نوشیدنی‌های الکلی، خوراک سرپایی کوشر، روزنامه‌ها و نشریات اسرائیلی و بین‌المللی را به صورت رایگان در اختیار میهمانان خود قرار می‌دهند. همچنین سالن‌های استراحت شاه داوید، دارای اینترنت رایگان، به صورت وای-فای هستند. سالن استراحت شاه داوید در ترمینال شماره ۳ فرودگاه بین‌المللی بن گوریون دارای قسمتی جداگانه است که درآنجا تماس راه دور، حمام، جکوزی و ماساژ پوست به صورت رایگان در اختیار میهمانان «کلاس درجه یک» گذاشته می‌شود.

## ربایش هواپیما
در تاریخ ۶ سپتامبر ۱۹۷۶ یک فروند بوئینگ ۷۰۷ به شماره پرواز ۲۱۹ از آمستردام به نیویورک توسط دو فلسطینی به نام‌های پاتریک آرگوئلو و لیلا خالد ربوده شد.

## تحریم از سوی کشورهای اسلامی
بسیاری از کشورهای عمدتاً مسلمان‌نشین که موجودیت اسرائیل را به رسمیت نمی‌شناسند، از جمله ایران، پاکستان و اندونزی به هواپیماهای ال عال، اجازه عبور از مرز هوایی خود را نمی‌دهند.

## در ایران

### پیش از انقلاب
هواپیمایی ال عال در زمان پادشاهی محمدرضا شاه پهلوی در ایران، هواپیمایی ال عال از سال ۱۹۶۰ تا ۱۹۷۸ دارای پروازهای ثابت بین فرودگاه بین‌المللی مهرآباد و فرودگاه بین‌المللی بن گوریون بود. هواپیمایی ال عال موفق شد تا قبل از سقوط دودمان پهلوی در سال ۱۳۵۷ و انقلاب ۱۳۵۷ ایران، تعداد زیادی از یهودیان ایرانی را به کشور اسرائیل منتقل کند.

### پس از انقلاب اسلامی
در تاریخ ۳۰ بهمن ۱۳۵۷، دولت موقت ایران طی اطلاعیه‌ای رسمی، دستور اخراج ۳۲ کارمند اسرائیلی شعبه هواپیمایی ال عال از ایران را صادر کرد و خواستار قطع کامل روابط اسرائیل و ایران شد.